# Cranichis tenuis
Cranichis tenuis är en orkidéart som beskrevs av Heinrich Gustav Reichenbach. Cranichis tenuis ingår i släktet Cranichis, och familjen orkidéer. Inga underarter finns listade i Catalogue of Life.